# Take It or Leave It (chanson)
Pour les articles homonymes, voir Take It or Leave It.
Singles de The Searchers
Take Me For What I'm Worth
(1965) Have You Ever Loved Somebody
(1966)
Take It or Leave It est une chanson écrite par Mick Jagger et Keith Richards du groupe britannique The Rolling Stones. Il a d'abord été offert par eux aux Searchers, un groupe au succès commercial déclinant, dans l'espoir de les rendre à nouveau populaires. Pye Records a sorti le single le 8 avril 1966 et il s'est classé à la 31e place du classement Record Retailer en mai de la même année. Bien qu'il connaisse plus de succès dans le reste de l'Europe, le single a marqué un déclin rapide de la popularité des Searchers, car il est devenu leur avant-dernière chanson à figurer dans les classements. Il a reçu des critiques mitigées dans la presse britannique.
Les Rolling Stones ont enregistré leur propre version en décembre 1965 pour leur album Aftermath parue au Royaume-Uni le 15 avril 1966. Écrite à la demande de leur manager Andrew Loog Oldham, la chanson présente plusieurs caractéristiques clés de leur musique de cette époque, notamment un air mémorable et des paroles misogynes. Aux Etats-Unis, la chanson n'apparaissant pas dans la version américaine d'Aftermath est publiée par London Records en juin 1967 dans la compilation Flowers.

## Version des Searchers

### Contexte et enregistrement
Tout au long de 1965, le succès acquise par The Searchers auprès du public anglais n'a cessé de décliner. Le dernier single classé dans le top 10 était Goodbye My Love datant de février 1965. Cela est principalement dû au fait que le groupe n'enregistrait que des reprises plutôt que des compositions originales. Pye Records décidait que le groupe publie à nouveau un single à succès, sur lequel ils feraient appel à des auteurs-compositeurs accomplis. La dernière chanson sortie en single était Take Me For What I'm Worth écrite par P. F. Sloan. C'est devenu leur dernier single classé dans le top 20 anglais. Par la suite, le groupe s'est vu proposé en décembre 1965 la chanson Take It Or Leave It écrite par le duo Jagger/Richards en tant que prochain single.
En raison de la célébrité de Mick Jagger et de Keith Richards en tant membres du célèbre groupe The Rolling Stones dont leurs compositions sont des très grands succès, tout le monde pense que Take It Or Leave It deviendra un grand succès. David Luhrssen l'identifie comme un "Folk rock avec des caractéristiques de chansons folk rock contemporaines d'Amérique à la même époque".

### Parution et réception
La chanson est enregistrée en début d'année 1966 dans les studios Pye et est publiée en single au Royaume-Uni le 8 avril de la même année. Malheureusement il n'y rencontre pas le succès attendu, ne se classant au mieux que 31e pendant six semaines. C'est l'avant-dernier single du groupe à se classer. En revanche, le succès est meilleur en Europe, étant quatrième et sixième sur les deux classements suédois, et cinquième aux Pays-Bas, tandis qu'il est huitième en Australie.
Dans une critique pour Melody Maker, Crispian St. Peters a déclaré que Take It or Leave It ne semblait pas avoir la structure habituelle en forme AABA. Il pensait que l'enregistrement était bon, mais pas au même niveau que leurs précédents enregistrements. Bien qu'il ait anticipé que le single atteindrait les charts, il a admit que le single laissait un "goût amer" et qu'il allait probablement remettre en question. Pour le New Musical Express, Derek Johnson qualifie la chanson de "bonne adaptation d'une composition des Rolling Stones". Il qualifie la chanson d'"inhabituelle", notant "le tempo lent" et fait également l'éloge des harmonies entre Mike Pender et Frank Allen. Bien qu'il déclare qu'il n'y a rien de remarquable "au niveau de la mélodie", il déclare que c'est "coloré" et "sonne très bon". Pour Record Mirror, Norman Jopling et Peter Jones écrivent que l'interprétation de la chanson par The Searchers est dans le style des Rolling Stones, bien qu'elle ait un « chant plus léger ». Ils notent que plusieurs lectures sont nécessaires pour apprécier pleinement la chanson, et terminent la revue en notant la production. Bruce Eden d'AllMusic écrit que leur interprétation ne résiste pas très bien à celle des Stones.

### Classements
| Chart (1966)              | Peak position |
| ------------------------- | ------------- |
| UK (Record Retailer)      | 31            |
| Australie (Go-Set)        | 8             |
| Suède (Kvällstoppen)      | 6             |
| Suède (Tio i Topp)        | 4             |
| Pays-Bas (Single Top 100) | 5             |

## Version des Rolling Stones

### Historique et enregistrement
Pistes de Aftermath
I Am Waiting
(11) Think
(13)
Avant de la confier aux Searchers, les Rolling Stones ont enregistrée leur propre version de la chanson Take It Or Leave It durant la session du 6 au 10 décembre 1965 aux studios RCA à Hollywood, Los Angeles consacrées à la moitié de l'album Aftermath,. Durant la session, les deux premiers jours sont consacrées aux répétitions des dix ou vingt nouvelles chansons (dont fait partie Take It Or Leave It) qui sont enregistrées ensuite les trois jours suivant. La production d'Andrew Loog Oldham sur la chanson est inspirée du mur du son de Phil Spector. Cela peut en grande partie être attribué à l'atmosphère laxiste du studio ; selon Keith Richards, l'album n'était pas le résultat d'un travail urgent et le groupe a plutôt eu l'occasion de se détendre pendant l'enregistrement.
Pendant l'enregistrement, le groupe a tendance à mener diverses expérimentations dans leur jeu : Mick Jagger chante, Keith Richards est à la guitare acoustique et aux chœurs, Bill Wyman joue de la basse tandis que Charlie Watts est à la batterie et aux cymbales jouées frappées par les doigts. Sur l'enregistrement, ils sont assistés par le musicien de session Jack Nitzsche au clavecin tandis que Brian Jones se charge de l'ogue. Toutefois il existe des informations contradictoires sur l'instrument qui serait joué par Brian Jones joue sur l'enregistrement : il jouerait sur le koto (instrument japonais) selon Bill Janovitzou du clavecin à la place de Nitzsche et aux percussions selon Gary Jucha. Néanmoins, cela peut également être attribué à l'habitude de Jones de rechercher des instruments "exotiques" pour jouer pendant les enregistrements du groupe.

### Parution et réception
Take It or Leave It est parue initialement sorti sur l'album Aftermath au Royaume-Uni le 15 avril 1966. Sur l'album, la chanson est placée en sixième piste de la seconde face du vinyl, entre les chansons I Am Waiting et Think. Cependant, la chanson est absente de la version américaine avec Mother's Little Helper, Out of Time et What To Do. C'est une pratique courante à l'époque de changer le contenu des albums britanniques pour les Etats-Unis. Il faudra attendre juin 1967 pour retrouver la chanson sur la compilation Flowers aux Etats-Unis, composée de certaines chansons inédites du groupe.

### Analyse des paroles
Take It or Leave It est un exemple de chanson écrite "sur demande d'Andrew Loog Oldham", dans un principe similaire que ses prédécesseures. Bien qu'elle soit considérée comme une "chanson sans prétention", ils la louent également pour "la sensation de Mick à dire une phrase" et le fait que Richards a pu écrire une chanson mémorable sur demande.
Au niveau du texte, Take It or Leave It parle des "relations difficiles entre les hommes et les femmes" où l'amant a des difficultés à s'adresser à sa chérie.
« Quand tu veux tu es si méchante
Mais tu peux être si gentille [...]
 Il y a des fois où tu as essayé
de faire de l'oeil à mes soi-disant amis »
Richie Unterberger d'AllMusic trouve les paroles misogynes, comme la plupart des chansons parues sur Aftermath. Il ajoute également qu'elle a plusieurs caractéristiques du folk rock, qu'il ne pense pas être "nécessairement dans le style des Stones".

### Structure musicale
Take It Or Leave It est effectivement une chanson sur demande par Andrew Loog Oldham, admirateur inconditionnel du travail de Phil Spector. Avec cette chanson, le groupe se trouve en terre inconnue, loin de ses racines du blues rock. Dès l'introduction, la guitare de Keith joue des accords martiaux (doublés par overdubs), soutenue par la caisse claire de Charlie Watts jouant le peloton d'exécution. On entend ce dernier frapper ses cymbales avec ses doigts dans l'esprit des productions de Phil Spector; il ne manque plus que les castagnettes pour compléter le style. La partie de clavecin de Nitzsche intervient sur les refrains, pendant que Brian se charge de l'orgue. Malheureusement la basse de Bill Wyman est très en retrait et n'offre pas de véritable soutien.
Mick Jagger interprète sa chanson d'une voix résignée Vise-t-il son public et l'émouvoir ? Serait-ce une suggestion d'Oldham ? Il se double sur les refrains, secondé par les harmonies de Keith, mais l'entonnement des "Ol la la la ta ta ta" sonne peu digeste. Le résultat est surprenant et curieux, inhabituel du répertoire des Rolling Stones.

### Fiche technique
- Mick Jagger : chant
- Keith Richards : guitare acoustique, chœurs
- Brian Jones : orgue
- Bill Wyma, : basse
- Charlie Watts : batterie
- Jack Nitzsche : clavecin
- Andrew Loog Oldham : production
- Dave Hassinger : ingénieur du son